# Azazel (recueil)
Pour les articles homonymes, voir Azazel (homonymie).
Azazel (titre original : Azazel) est un recueil de nouvelles d'Isaac Asimov, paru en 1988 aux États-Unis et en 1990 en France, mettant en scène trois personnages récurrents : Isaac Asimov lui-même, George, un homme rencontré lors d'une convention de science-fiction et Azazel, un petit démon facétieux et imbu de lui-même. George, qui sera le narrateur des diverses nouvelles, se fait régulièrement inviter par l'auteur et « paye » son repas en lui confiant les dernières aventures de son familier démoniaque. Celui-ci, agissant toujours au départ dans le but de donner un coup de pouce à quelqu'un, produit automatiquement plus de mal que de bien autour de lui. 
Ces nouvelles sont les premières incursions d'Isaac Asimov dans la fantasy, genre qu'il n'avait jamais exploré avant malgré sa longue carrière. Seule la nouvelle introductive de ce recueil est inédite, rédigée à l'occasion de la sortie originale du volume. Après la parution de ce tome, Asimov a encore écrit au moins huit nouvelles, inédites en français.
Isaac Asimov a rassemblé d'autres nouvelles plus récentes mettant également en scène le petit démon Azazel dans le recueil Légende.

## Nouvelles
- Le Démon de deux centimètres ((en) The Two-Centimeter Demon, 1988)
- Dans la nuit des chants ((en) One Night of Song, 1982)
- Un sourire ravageur ((en) The Smile That Loses, 1982)
- Que le meilleur gagne ((en) To the Victor, 1982)
- Un grondement sourd ((en) The Dim Rumble, 1982)
- L'Homme qui voulut sauver l'humanité ((en) Saving Humanity, 1983)
- Question de principe ((en) A Matter of Principle, 1983)
- Les Méfaits de la boisson ((en) The Evil Drink Does, 1984)
- Le Temps d'écrire ((en) Writing Time, 1984)
- À fond la caisse dans la neige ((en) Dashing Through the Snow, 1984)
- On est logique ou on ne l'est pas ((en) Logic Is Logic, 1985)
- L'Homme qui s'en va tout seul ((en) He Travels the Fastest, 1985)
- L’Œil du témoin ((en) The Eye of the Beholder, 1985)
- Plus de choses sur terre et dans les cieux ((en) More Things in Heaven and Earth, 1986)
- Les Dispositions de l'âme ((en) The Mind's Construction, 1986)
- Les Grandes Joutes de printemps ((en) The Fights of Spring, 1986)
- Galatée ((en) Galatea, 1987)
- L'Essor de la foi ((en) Flight of Fancy, 1988)